# Маунт-Морріс (Нью-Йорк)
Маунт-Морріс (англ. Mount Morris) — місто (англ. town) в США, в окрузі Лівінгстон штату Нью-Йорк. Населення — 4435 осіб (2020).

## Демографія
Згідно з переписом 2010 року, у місті мешкало 4465 осіб у 1795 домогосподарствах у складі 1076 родин. Було 2025 помешкань
Расовий склад населення:
| - 93,5 % — білих - 1,8 % — чорних або афроамериканців - 0,6 % — корінних американців - 0,5 % — азіатів - 1,9 % — осіб інших рас |

До двох чи більше рас належало 1,6 %. Частка іспаномовних становила 8,0 % від усіх жителів.
За віковим діапазоном населення розподілялося таким чином: 20,4 % — особи молодші 18 років, 61,0 % — особи у віці 18—64 років, 18,6 % — особи у віці 65 років та старші. Медіана віку мешканця становила 43,5 року. На 100 осіб жіночої статі у місті припадало 95,7 чоловіків;  на 100 жінок у віці від 18 років та старших — 91,5 чоловіків також старших 18 років.
Середній дохід на одне домашнє господарство  становив 51 856 доларів США (медіана — 46 524), а середній дохід на одну сім'ю — 58 238 доларів (медіана — 51 604). Медіана доходів становила 41 332 долари для чоловіків та 41 674 долари для жінок. За межею бідності перебувало 22,0 % осіб, у тому числі 36,0 % дітей у віці до 18 років та 11,2 % осіб у віці 65 років та старших.
Цивільне працевлаштоване населення становило 1955 осіб. Основні галузі зайнятості: освіта, охорона здоров'я та соціальна допомога — 26,5 %, роздрібна торгівля — 15,3 %, виробництво — 13,4 %, публічна адміністрація — 12,2 %.